# RA 6 (Italië)
De RA 6 of Raccordo Autostradale Bettolle-Perugia is een autosnelweg in Italië. De RA 6 vormt de verbinding tussen de autosnelweg A1 en de SS715 bij Bettolle, en de SS3bis bij Perugia. De RA 6 is 59,3 kilometer lang. Het is een autosnelweg met twee rijstroken in elke richting en zonder vluchtstroken. Het wegdek bestaat uit één rijbaan, met halve rijstroken gescheiden door een centraal verkeerseiland en elk bestaande uit 2 rijstroken; de vluchtstrook ontbreekt, maar er zijn wel rustplekken. Tot op heden is er tussen het knooppunt Cortona en het knooppunt Pietraia in de richting van Perugia slechts één servicegebied uitgerust met brandstofpompen. De eigenaar is ANAS. Het kruispunt werd gebouwd op de route van de SS75bis van Trasimeno. De oude rijksweg bestaat nog steeds als de voormalige SS75bis, de RA 6 sluit er op aan via de kruispunten tussen Tuoro en Corciano.